# Prikljutjenija Sjerloka Kholmsa i doktora Vatsona: Dvadtsatyj vek natjinajetsja
 For alternative betydninger, se Sherlock Holmes (flertydig). (Se også artikler, som begynder med Sherlock Holmes)
Prikljutjenija Sjerloka Kholmsa i doktora Vatsona: Dvadtsatyj vek natjinajetsja (russisk: Приключения Шерлока Холмса и доктора Ватсона: Двадцатый век начинается, da.: Sherlock Holmes' og Dr. Watsons eventyr: Det tyvende århundrede begynder) er den femte og sidste tv-film i den sovjetiske tv-serie om Sherlock Holmes og Dr. Watson produceret af Lenfilm og instrueret af Igor Maslennikov. Tv-filmen blev vist første gang i 1986.
Filmen er baseret på fire af Arthur Conan Doyles historier: "The Adventure of the Engineer's Thumb", "The Adventure of the Second Stain", "The Adventure of the Bruce-Partington Plans" og "His Last Bow".

## Medvirkende
- Vasilij Livanov som Sherlock Holmes
- Vitalij Solomin som Dr. Watson
- Rina Zeljonaja som Mrs. Hudson
- Borislav Brondukov som Lestrade
- Boris Kljujev som Mycroft Holmes